# Пропавшие миллионы
«Пропавшие миллионы» (англ. A Low Down Dirty Shame — «Этот грязный негодяй Шейм») — художественный фильм режиссёра Кинена Айвори Уэйанса, который также написал к нему сценарий и сыграл в главной роли. Премьера кинофильма состоялась в США 23 ноября 1994 года. Известен также под названием «Мистер Крутой».

## Сюжет
Частный детектив Шейм узнаёт от бывшего коллеги по Лос-Анджелесской полиции Сонни Ротмиллера, который теперь работает в управлении по борьбе с наркотиками, что наркобарон Эрнесто Мендоса, за которым детектив охотился два года назад, не умер, а, сменив внешность и отсидевшись в подполье, снова взялся за старое. Детектив, вместе со своей симпатичной напарницей Пичес, начинает поиски наркобарона, первая ниточка к которому — бывшая любовница Шейма Анжела.
С помощью Пичес и её соседа по комнате Вэймана Шейм выслеживает Анжелу до одного шикарного отеля. Она говорит ему, что собиралась дать показания против Мендосы, но Мендоса нашёл её местонахождение, вынудив бежать. Шейм обнаруживает тем временем, что Ротмиллер работает на Мендосу, и эти двое едва избегают головорезов наркобарона. Он оставляет Анджелу с Пичес.
Шейм похищает Луиса, одного из сообщников Мендосы и своего бывшего знакомого с детства, и после некоторых перипетий узнаёт от него местонахождение его босса. Он находит Мендосу в ночном клубе, где вступает с ним в словесную перепалку. Но, когда Вэйман пытается привлечь внимание Шейма, Мендоса использует это, чтобы сбежать. Шейм возвращается к Пичес и обнаруживает, что Анджела ушла (они с Пичес поссорились ранее), а его ждёт капитан Нуньес. Шейм требует от него поместить Пичес под охрану и отправляется на поиски Анжелы.
Он встречает её в камере хранения и узнаёт настоящую причину, по которой Мендоса хочет её смерти: она украла 20 миллионов долларов из его денег. В мотеле Шейму звонит Мендоса и сообщает, что он похитил Пичес, и обменяет её на Анджелу и деньги. Они соглашаются встретиться в торговом центре, принадлежащем Мендосе. Анджела пытается убедить Шейма уйти с ней, но Шейм отказывается, и они вдвоём направляются к месту встречи с похитителем.
Перед обменом Сонни признаётся, что убил других детективов, потому что они не брали взятки у Мендосы. Он оставил Шейма в живых, чтобы повесить на него всю вину. Пичес и Анджелу помещают на эскалатор, но Мендоса обнаруживает, что это — не Анжела, а манекен. Из пистолета, спрятанного на эскалаторе, Пичес начинает стрелять. Шейм убивает наёмников, нанятых Сонни, на Луиса нападают собаки, которые должны были его убить, а Анджела убивает Сонни.
После победы в кулачном бою Шейм арестовывает Мендосу, которого затем убивает Анджела. Она пытается убить и Шейма, так как знает, что он не позволит ей оставить украденные деньги. Но подоспевает Пичес и нейтрализует Анжелу. Нуньес угрожает арестовать Шейма, но Шейм напоминает Нуньесу, что он помог поймать наркобарона, опознал Сонни как продажного агента, нашёл в бегах федерального свидетеля (Анжелу, которую уводят в наручниках за её преступления) и вернул 15 миллионов долларов украденных денег от наркотиков. 5 миллионов долларов он оставляет себе на расходы и начинает с Пичес романтические отношения.

## В ролях
- Кинен Айвори Уэйанс — Шейм
- Эндрю Дивофф — Мендоса
- Эндрю Шайфер — Бернард
- Чарльз С. Даттон — Ротмиллер
- Крис Спэнсер — Бенни
- Корвин Хоукинс — Вэйман
- Дон Даймонт — Чад
- Гэри Сервантес — Льюис
- Грегори Сиерра — капитан Нуньес
- Джада Пинкетт — Пичес
- Андреа Эванс — Дениз

## Отзывы
Фильм получил крайне негативные отзывы. На сайте Rotten Tomatoes какое-то время входил в список фильмов с рейтингом 0 %. На данный момент имеет 5 % «гнили» при 22 обзорах критиков, но — 71 % «свежести» зрительской поддержки. По прошествии всех лет со дня премьеры, картина многими считается культовой.